# Марс (телесериал)
«Марс» (англ. Mars) — телевизионный сериал в жанре докудрама, производства американского телеканала National Geographic, премьера первого сезона состоялась 14 ноября 2016 года. Основан на книге Стивена Петранека «Как мы будем жить на Марсе». 13 января 2017 года National Geographic объявил о продлении сериала на второй сезон. Премьера второго сезона состоялась 12 ноября 2018 года (в России 18 ноября).

## Сюжет
В 2033 году на Марс отправляется первая пилотируемая экспедиция корабля «Дедал» в составе шести человек. Их цель — создание первого человеческого поселения на Марсе. Однако в процессе создания поселения им придётся столкнуться с множеством испытаний и опасностей, которые таит Марс.
Художественные съёмки в сериале чередуются с документальными сюжетами и интервью с ведущими умами планеты, разрабатывающими решения, которые позволят отправить человека на Марс.

## В ролях
- Бен Коттон — Бен Сойер, командир экспедиции «Дедал», системный инженер (США)
- Чжихэ — Хана Сын/Джун Сын, пилот и системный инженер «Дедала» (США), со 2 серии — командир экспедиции/сестра-близнец Ханы, оператор связи в центре управления на Земле, с 4 серии — генеральный секретарь МНФМ(Международного научного фонда Марса) — объединения космических агентств, финансирующего марсианские экспедиции.
- Клементина Пойдац — Амели Дюранд, врач и биохимик экспедиции (Франция)
- Сэмми Ротиби — Роберт Фуко, инженер-механик и робототехник (Нигерия)
- Альберто Амман — Хавьер Дельгадо, гидролог и геохимик (Испания)
- Анамария Маринка — Марта Камен, экзобиолог и геолог (Россия)
- Оливье Мартинес — Эд Гренн, исполнительный директор КПМ(Корпорации полетов на Марс) — консорциума частных аэрокосмических компаний, разрабатывающих и осуществляющих марсианские экспедиции
- Козима Шоу — Лесли Ричардсон, жена Пола Ричардсона, ядерный физик, со второго сезона — генеральный секретарь МНФМ
- Джон Лайт — Пол Ричардсон, муж Лесли Ричардсон, биолог
- Эсай Моралес — Роланд Сент-Джон, генеральный директор Lukrum
- Джефф Хэфнер — Курт Харрел, командира миссии Lukrum Mars
- Рокси Стернберг — Джен Карсон, работница в колонии Lukrum
- Акбар Курта — доктор Джей Джохар.

## Обзор сезонов
| Сезон | Сезон | Эпизоды | Оригинальная дата показа | Оригинальная дата показа | Оригинальная дата показа |
| Сезон | Сезон | Эпизоды | Премьера сезона          | Финал сезона             | Зрители США (миллионы)   |
| ----- | ----- | ------- | ------------------------ | ------------------------ | ------------------------ |
|       | 1     | 6       | 14 ноября 2016           | 19 декабря 2016          | 0,930                    |
|       | 2     | 6       | 12 ноября 2018           | 17 декабря 2018          | —                        |

## Список серий

### Сезон 1 (2016)
| № | # | Название                          | Режиссёр      | Сценаристы                | Дата показа в США | Зрители США (миллионы) |
| --- | - | --------------------------------- | ------------- | ------------------------- | ----------------- | ---------------------- |
| 1 | 1 | «Novo Mundo» «Ново Мундо»         | Эверардо Гоут | Карен Янсен, Пол Солет    | 14 ноября 2016    | 1,42                   |
| В 2033 году первая человеческая миссия на Марс входит в его атмосферу, в то время как в настоящее время SpaceX пытается посадить первую в мире многоразовую ракету.                                            |   |                                   |               |                           |                   |                        |
| 2 | 2 | «Grounded» «Приземлились»         | Эверардо Гоут | Андре Борманис, Пол Солет | 21 ноября 2016    | 0,974                  |
| Экипаж «Дедала» преодолевает сложную марсианскую территорию на пути к базовому лагерю. Астронавт НАСА Скотт Келли участвует в экспедиции на Международной космической станции.                                 |   |                                   |               |                           |                   |                        |
| 3 | 3 | «Pressure Drop» «Разгерметизация» | Эверардо Гоут | Микки Фишер, Пол Солет    | 28 ноября 2016    | 0,795                  |
| В 2033 году экипаж «Дедала» усиленно пытается найти постоянное жильё. В настоящем времени Европейское космическое агентство в сотрудничестве с Роскосмосом работают над запуском орбитального аппарата.        |   |                                   |               |                           |                   |                        |
| 4 | 4 | «Power» «Мощь»                    | Эверардо Гоут | Бен Янг Мейсон, Пол Солет | 5 декабря 2016    | 0.866                  |
| В 2037 году, через четыре года после колонизации Марса, работоспособности станции угрожает буря. В наше время в Антарктике моделируется человеческое поселение.                                                |   |                                   |               |                           |                   |                        |
| 5 | 5 | «Darkest Days» «Тёмная полоса»    | Эверардо Гоут | Пол Солет                 | 12 декабря 2016   | 0,738                  |
| В 2037 году экипаж оказывается под значительным психологическим давлением, потеряв возможность выхода из своего убежища. В настоящем ученые изучают влияние изоляции.                                          |   |                                   |               |                           |                   |                        |
| 6 | 6 | «Crossroads» «На перепутье»       | Эверардо Гоут | Пол Солет                 | 19 декабря 2016   | 0,714                  |
| В 2037 году трагедия в колонии приводит к тому, что члены экипажа начинают подвергать сомнению необходимость продолжения экспедиции. В настоящем времени SpaceX пытаются провести ещё один новаторский запуск. |   |                                   |               |                           |                   |                        |

### Спецвыпуск
| № | # | Название                  | Режиссёр      | Сценаристы | Дата показа в США | Зрители США (миллионы) |
| --- | - | ------------------------- | ------------- | ---------- | ----------------- | ---------------------- |
| 0 | 0 | «Making MARS» «Закулисье» | Эверардо Гоут | Пол Солет  | 23 декабря 2016   | 0,692                  |
| Как компаньоны новаторского сериала «Марс», мы создадим дополнительную серию, где подробно расскажем вам, как мы попали на Марс. |   |                           |               |            |                   |                        |

### Сезон 2 (2018)
| №  | # | Название                               | Режиссёр   | Сценаристы | Дата показа в США | Зрители США (миллионы) |
| -- | - | -------------------------------------- | ---------- | ---------- | ----------------- | ---------------------- |
| 7  | 1 | «We Are Not Alone» «Мы не одиноки»     | Неизвестно | Неизвестно | 12 ноября 2018    | 0,582                  |
| 8  | 2 | «Worlds Apart» «Другие миры»           | Неизвестно | Неизвестно | 19 ноября 2018    | н/д                    |
| 9  | 3 | «Darkness Falls» «И наступает темнота» | Неизвестно | Неизвестно | 26 ноября 2018    | н/д                    |
| 10 | 4 | «Contagion» «Инфекция»                 | Неизвестно | Неизвестно | 3 декабря 2018    | н/д                    |
| 11 | 5 | «Power Play» «Сильная позиция»         | Неизвестно | Неизвестно | 10 декабря 2018   | н/д                    |
| 12 | 6 | «The Shakeup» «Встряска»               | Неизвестно | Неизвестно | 17 декабря 2018   | н/д                    |

## Отзывы
Первый сезон сериала получил смешанные отзывы кинокритиков. На сайте Rotten Tomatoes он получил 63 % положительных рецензий на основе 16 отзывов, на сайте Metacritic — 59 баллов из 100 на основе 14 отзывов.